# Красное Селище (Гомельский район)
Красное Селище (бел. Кра́снае Се́лішча) — посёлок в составе Зябровского сельсовета Гомельского района Гомельской области Республики Беларусь.

## География

### Расположение
В 15 км на юго-восток от Гомеля, в 1 км от железнодорожной станции Зябровка.

## Транспортная система
Транспортная связь по просёлочной, а затем по автомобильной дороге Зябровка — Гомель.
В посёлке 56 жилых домов (2004 год). Планировка состоит из 2 прямолинейных улиц. Застройка двухсторонняя, деревянными домами усадебного типа.

## История
Основан в начале XX века переселенцами с соседних деревень. В 1926 году в Зябровском сельсовете Носовичского района Гомельского округа. В 1931 году жители вступили в колхоз.
Во время Великой Отечественной войны 12 жителей посёлка погибли на фронтах.
В составе экспериментальной базы «Гомельская» с центром в деревне Климовка.

## Население

### Численность
- 2004 год — 56 дворов, 105 жителей.

### Динамика
- 1926 год — 51 двор, 67 жителей.
- 1959 год — 303 жителя (согласно переписи).
- 2004 год — 56 дворов, 105 жителей.